# Arłamów
Arłamów [arwamuf] (en ukrainien: Арламів Arlamiv) est un village du powiat des Bieszczady, dans la voïvodie des Basses-Carpates, au Sud-Est de la Pologne, près de la frontière avec l'Ukraine.
Il se trouve à environ 18 kilomètres au nord de Ustrzyki Dolne et 69 km au sud-est du chef-lieu de la voïvodie, Rzeszów.

## Histoire
Selon la tradition, le nom du village proviendrait des prisonniers des Tartares fait prisonniers au Moyen Âge par les princes ruthènes, les arłaman (vagabonds).
Le village était majoritairement peuplé d'habitants de rite byzantin. En 1921, il comptait 144 foyers, soit 879 habitants (873 gréco-catholiques, 9 catholiques romains, 15 juifs). Le village a été détruit en 1945 du fait de la guerre et ses habitants survivants ont été transférés en Ukraine.
Dans les années 1970, fut créée une résidence de repos gouvernementale destiné aux dirigeants du pays et à leurs invités, p. ex. Valéry Giscard d'Estaing reçu par Edward Gierek.
Durant l'état de siège en Pologne, diverses personnalités de l'opposition y furent internées, notamment Lech Wałęsa.

## Situation actuelle
Après 1989, la résidence fut transformée en hôtel ouvert toute l'année, disposant d'équipement de sports d'hiver.
Une rénovation complète a été entreprise en 2012

## Liens externes

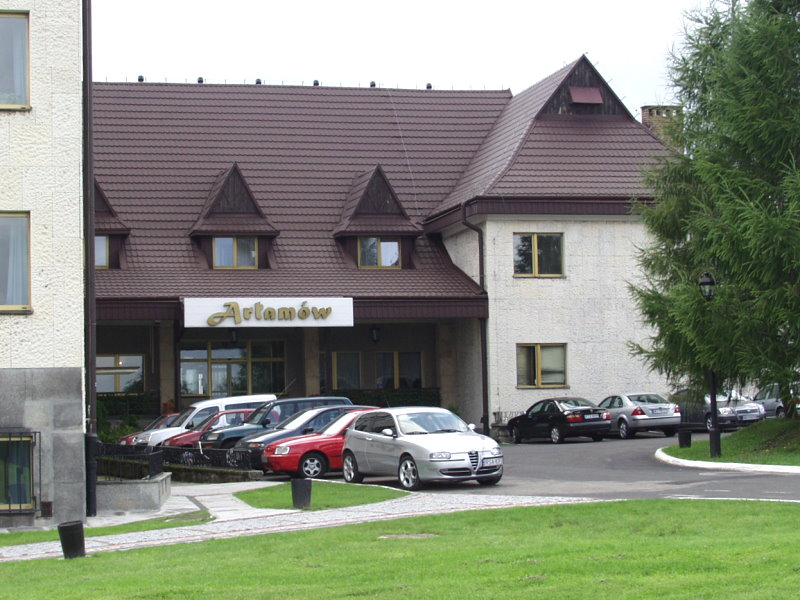
Ancienne résidence de repos gouvernementale
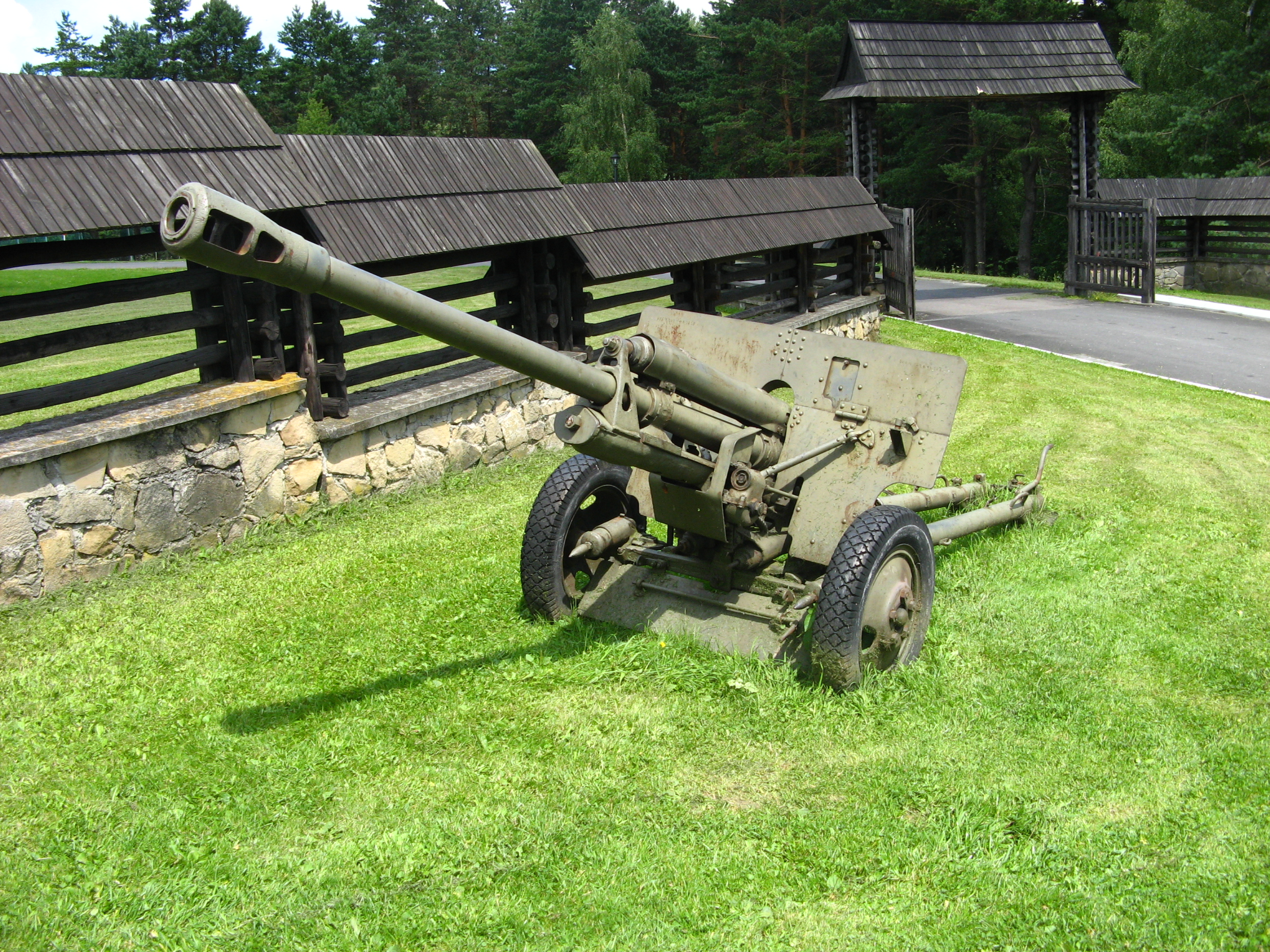
Accès à l'hôtel
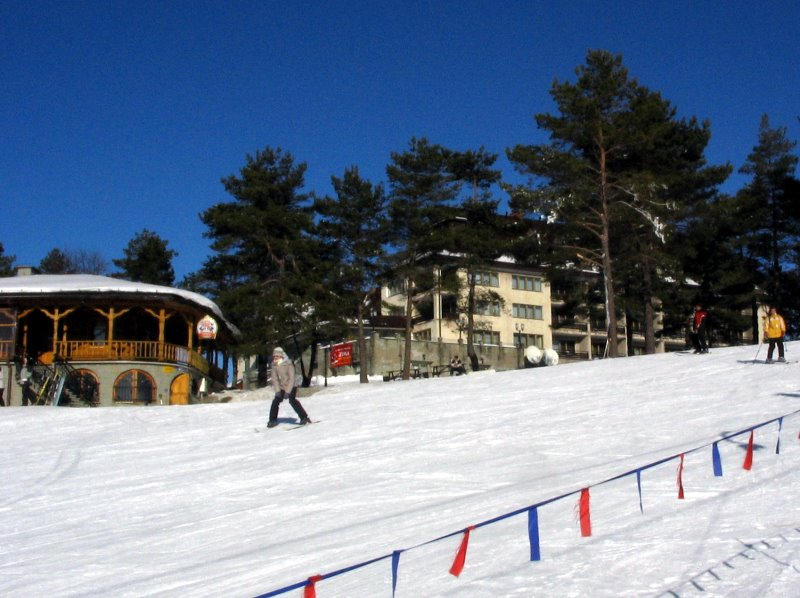
Piste de ski